# Klančar
Klančar je priimek v Sloveniji, ki ga je po podatkih Statističnega urada Republike Slovenije na dan 1. januarja 2010 uporabljalo 662 oseb.

## Znani nosilci priimka
- Aleš Klančar, trobentar
- Alojz Klančar, španski borec
- Anita Klančar Kavič, restavratorka
- Anthony (J.) Klančar (1908–1977), ameriški publicist in prevajalec slovenskega rodu
- Apolonija Klančar Kobal, pisateljica, jezikoslovka
- Bojan Klančar (*1954), grafik, slikar
- Branko Klančar (*1948), fotograf, oblikovalec, slikar, filmski pedagog, fotokronist
- Darja Klančar, pevka
- Gabrijel (Jelo) Klančar (1923–2008), pisatelj, prof. slovenščine
- Gregor Klančar (*1975), elektrotehnik, avtomatik
- Ivan Klančar (*1943), podjetnik in inovator (Švica)
- Iztok Klančar, vizualni/večmedijski umetnik, fotograf/snemalec
- Jože Klančar, dirigent, kapelnik
- Leopold Klančar (1911–1970), duhovnik
- Marko Klančar (*1970), akrobatski smučar
- Menči Klančar, TV-napovedovalka, voditeljica, lektorica
- Neža Klančar (*2000), plavalka
- Rado Klančar (*1953), politik, ekonomist
- Vesna Klančar, filmska režiserka
- Vid Klančar, arhitekt, konservator
- Žiga Klančar, urednik glasbenega programa na Valu 202